# Stefan Schaltegger
Stefan Claude Schaltegger (* 2. Januar 1964 in Genf) ist ein schweizerisch-deutscher Wirtschaftswissenschaftler und Professor für Betriebswirtschaftslehre, insbesondere Nachhaltigkeitsmanagement, an der Leuphana Universität Lüneburg.

## Leben
Stefan Schaltegger studierte Wirtschaftswissenschaft an der Universität Basel mit den Schwerpunkten Marketing und Wirtschaftspolitik. Von 1992 bis 1993 war er Visiting Research Fellow an der School of Business Administration der University of Washington, Seattle, USA. 1994 wurde er Oberassistent und 1996 Assistenzprofessor am Institut für Volkswirtschaft des Wirtschaftswissenschaftlichen Zentrums der Universität Basel (WWZ). Seit 1999 ist  er Ordinarius für Betriebswirtschaftslehre, insbesondere Nachhaltigkeitsmanagement und Institutsleiter des Centre for Sustainability Management (CSM) der Fakultät Nachhaltigkeit der Universität Lüneburg. Schaltegger ist Gründer und Studiengangsleiter im Weiterbildungsstudiengang MBA Sustainability Management an der Professional School der Universität.

## Forschung
Forschungsschwerpunkt von Stefan Schaltegger ist das sogenannte Nachhaltigkeitsmanagement mit dem Ziel der Integration von Nachhaltigkeit in betriebswirtschaftliche Managementkonzepte. Dabei beschäftigt er sich vor allem mit der Messung und Steuerung unternehmerischer Nachhaltigkeit („Environmental and Sustainability Accounting and Reporting, Nachhaltigkeitscontrolling, Sustainability Balanced Scorecard“), Grundlagenkonzepten und Methoden des Nachhaltigkeitsmanagements („Sustainable Entrepreneurship, Biodiversitätsmanagement, Operationalisierung unternehmerischer Nachhaltigkeit“) sowie dem Management von Stakeholderbeziehungen.
Schaltegger ist Mitglied der Herausgeberbeiräte (Editorial Boards and International Advisory Boards) verschiedener internationaler Fachzeitschriften: z.B: „Business Strategy and the Environment“, „Corporate Social Responsibility and Environmental Management“, „Journal of Environmental Sustainability“ „Journal of Corporate Citizenship“, „Journal of Cleaner Production“, „Accounting, Auditing and Accountability Journal“, „Sustainability, Accounting, Management and Policy Journal“.

## Ehrungen
- 2017 hat die akademische Gemeinschaft der Danubis University[10] in Rumänien Stefan Schaltegger den akademischen Titel Doctor honoris causa verliehen.
- 2007 wurde Schaltegger von der Unternehmerkooperation B.A.U.M. mit deren Umweltpreis in der Kategorie Wissenschaft ausgezeichnet.

## Publikationen (Auswahl)
- Stefan Schaltegger, Charlotte Hesselbarth: Educating Change Agents for Sustainability: Learnings from the First Sustainability Management Master of Business Administration. In: Journal of Cleaner Production. 62 (1), 2014, S. 24–36.[11]
- Stefan Schaltegger, Uwe Beständig: Handbuch Biodiversitätsmanagement: ein Leitfaden für die betriebliche Praxis. Bundesministerium für Umwelt, Naturschutz und Reaktorsicherheit, Berlin 2010. PDF
- S. Schaltegger, M. Bennett, R. L. Burritt, C. Jasch (Hrsg.): Environmental Management Accounting for Cleaner Production. Springer Science + Business Media, Dordrecht 2008, ISBN 978-1-4020-8912-1.
- Stefan Schaltegger (Hrsg.): Corporate Social Responsibility. Centre for Sustainability Management, Lüneburg 2008, (CSM-Newsletter; Vol. 1/2008).
- Stefan Schaltegger: Nachhaltigkeitsmanagement in Unternehmen. Von der Idee zur Praxis: Managementansätze zur Umsetzung von Corporate Social Responsibility und Corporate Sustainability. Bundesministerium für Umwelt, Naturschutz und Reaktorsicherheit (Hrsg.), Berlin 2007  (PDF)
- Stefan Schaltegger, Marcus Wagner (Hrsg.): Managing the Business Case of Sustainability: The Integration on Social, Environmental and Economic Performances. Greenleaf Publishing, Sheffield 2006, ISBN 1-874719-95-0.
- Stefan Schaltegger (Hrsg.): Studium der Umweltwissenschaften: Wirtschaftswissenschaften. Springer-Verlag, Berlin 2000, ISBN 3-540-65991-9.
- Stefan Schaltegger, Andreas Sturm: Ökologieorientierte Entscheidungen in Unternehmen: Ökologisches Rechnungswesen statt Ökobilanzierung – Notwendigkeit, Kriterien, Konzepte. Haupt Verlag, Bern 2000, ISBN 3-258-04654-9.

Darüber hinaus hat Schaltegger über 400 weitere Fachartikel und Studien in Fachzeitschriften, Sammelbänden oder Lehrbüchern veröffentlicht.